# Trajansmärkte

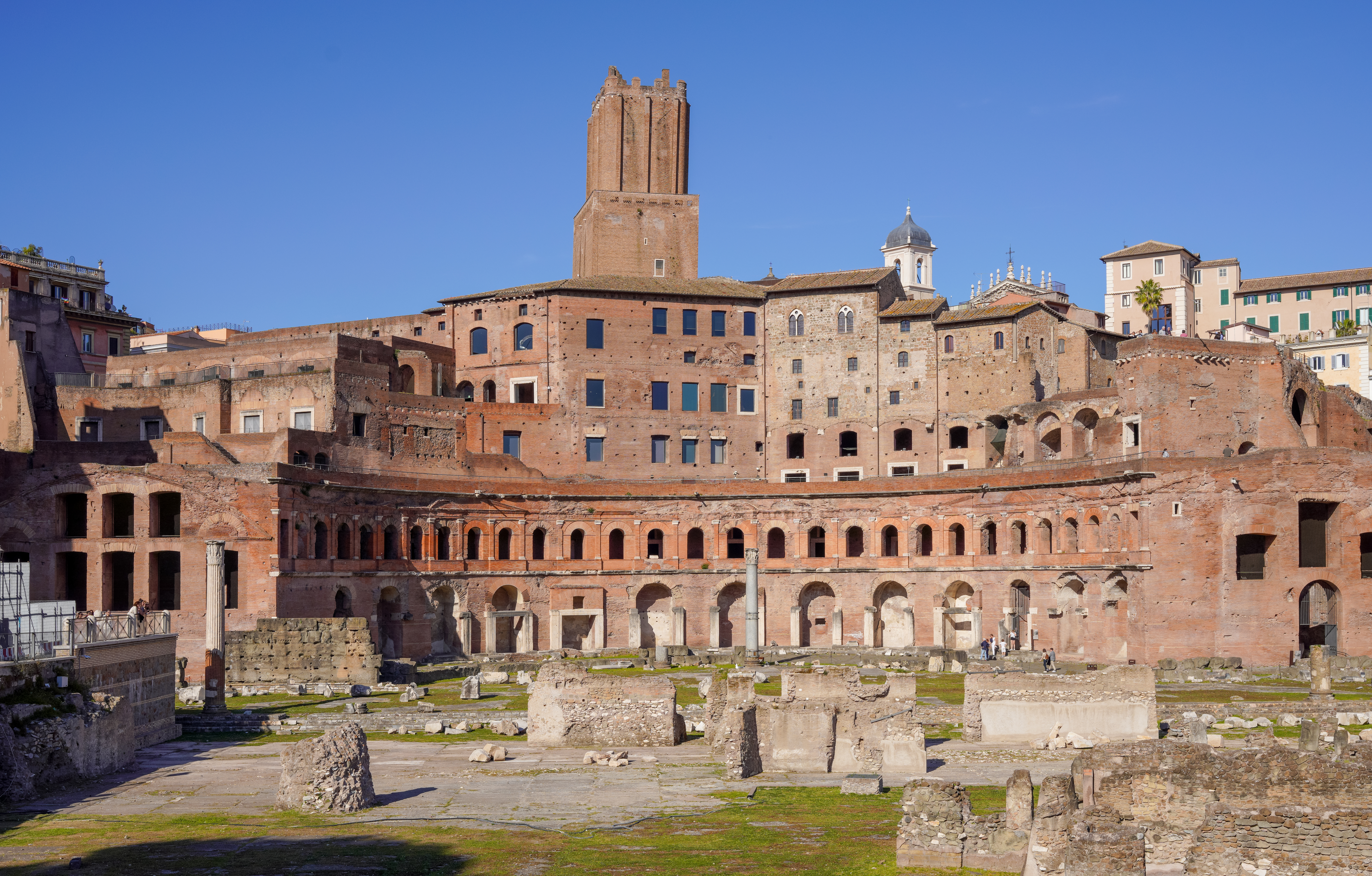
Trajansmärkte und Teile des Trajansforums

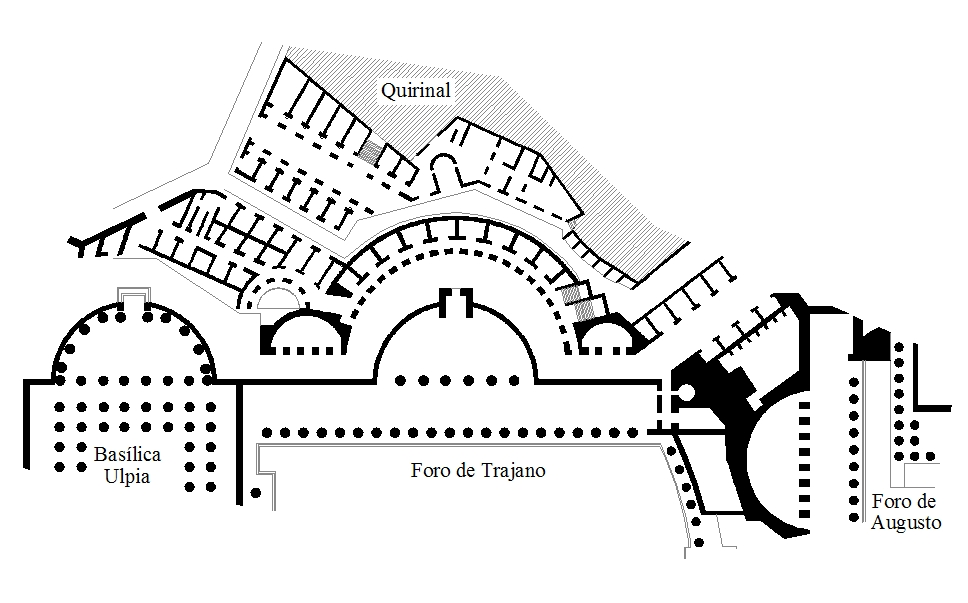
Plan der Trajansmärkte im Bezug auf das Trajansforum

Die Trajansmärkte (italienisch Mercati di Traiano) sind eine Ansammlung antiker Bauten im Zentrum Roms (Monti) am Hang des Quirinal.
Der Ziegelbau, der heute meist als antiker Mehrzweckbau angesehen wird, ist zur Zeit Kaiser Trajans entstanden. Er verfügt über sechs Stockwerke, der Bau wurde halbkreisförmig angelegt. Die Trajansmärkte befinden sich am Rand des Trajansforums.

## Datierung
Begonnen wurde der Bau vermutlich schon unter Domitian (81–96 n. Chr.) und dann unter Trajan (98–117 n. Chr.) weitergeführt und vollendet. Entstanden sind die Trajansmärkte 100–110 n. Chr. im Zusammenhang mit dem Trajansforum, jedoch als eigenständiger Komplex.
Als Architekt wird Apollodor von Damaskus genannt, der auch schon für das Trajansforum als Architekt zuständig gewesen war.

## Baukörper
Für den Bau war es notwendig, Teile des Quirinal abzutragen. Hierbei wurden mehr als 60 Millionen Kubikmeter Erde und Gestein von Sklaven entfernt. Die konkave halbkreisförmige Form diente zugleich als Stütze für den Hügel.
Da sich auf dem Sattel des Quirinal eine Vielzahl kleiner Ladengeschäfte befand, die durch das Abtragen zerstört bzw. umgesiedelt werden mussten, befand sich im unteren Bau eine Vielzahl von Tabernae. Insgesamt besteht der Bau aus über 170 einzelnen Bauteilen, die als große Gruppen zusammengefasst werden können.

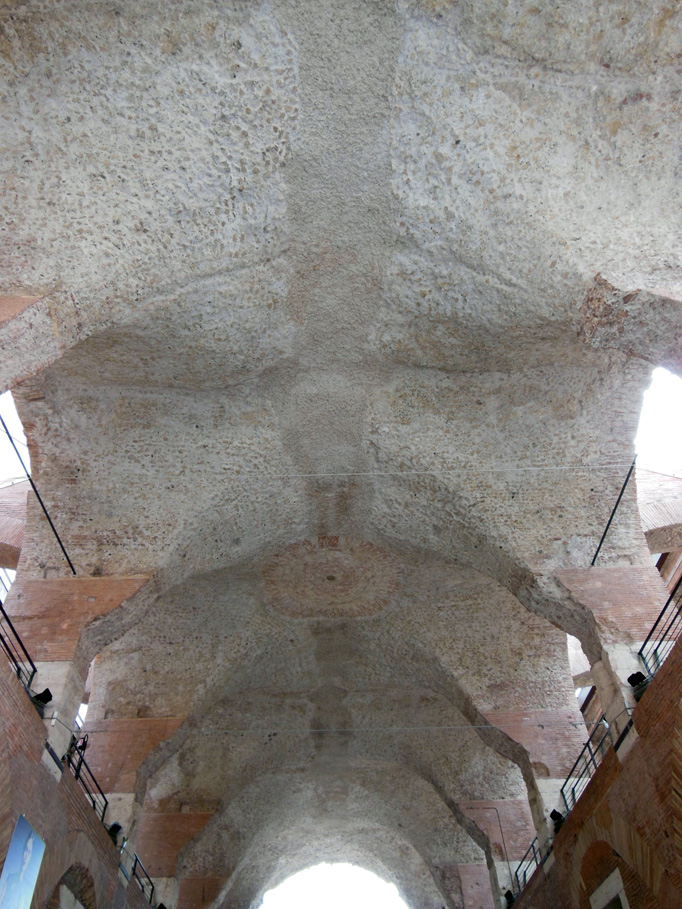
Sog. Große Aula

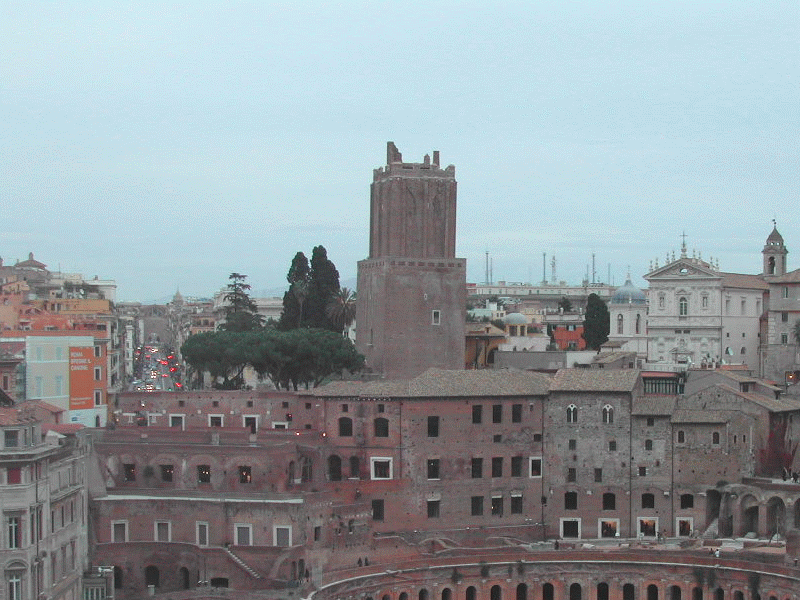
Torre delle Milizie

- Die sogenannte Große Aula weist einen zentralen Hallenraum (32 × 8 m) mit sechs Kreuzgewölben, flankiert von kleinen Räumen auf drei Etagen, auf. Im Erdgeschoss öffnen sich die Räume in die Halle hinein. Die Räume zur östlichen Seite dienten vermutlich zur Lagerung, da die Lichtversorgung hier sehr spärlich bis gar nicht vorhanden war. Im ersten Stock verbinden sich die Räume zu einem Gang mit Pfeilern, die das Gewölbe tragen. Auf der Ostseite befindet sich noch eine dritte Etage, die sich in Richtung des Forums zu einer Terrasse öffnet. Der Eingang zu der sogenannten Großen Aula, ein Rundbogen, welcher gleichzeitig der Lichtversorgung diente, befindet sich im Norden.
- Die Via Biberatica grenzt den oberen Bau (zentraler Baukörper und die sogenannte Große Aula) von dem unteren Bau (Hemicyclus) ab. Gesäumt wird der Pflasterweg von Räumen und Travertinportalen, welche üblicherweise als Tabernae interpretiert wurden. Die Travertinportale haben hohe dekorative Eingänge, welche auf eine noblere Geschäftsstraße deuten. Im Süden befand sich ein Bogen, der den zentralen Baukörper und den großen Hemicyclus verband. Die Straße war nur für Fußgänger gedacht und konnte von Karren nicht befahren werden. Der Name ist nicht antik und geht auf das lateinische Wort bibere (Getränk) zurück. Die Via Biberatica ist oft restauriert worden und zeigt heute nur noch wenig aus der Antike.
- Zwischen der Via Biberatica und dem Giardino delle Milizie befand sich der Zentrale Baukörper. Er bestand aus drei Etagen. Unregelmäßig gebaute Räume befinden sich im ersten Stock. Im zweiten Stock liegt ein großer Apsidensaal, der von kleinen Räumen umrahmt wird. Der dritte Stock ist ähnlich aufgeteilt wie die beiden anderen, hier befinden sich an den Wänden noch Reste von Fresken aus dem 16. Jahrhundert. Römische Ziegel überschneiden sich hier mit unregelmäßigem Tuffsteinmauerwerk des 15. Jahrhunderts. Dies verdeutlicht die nach Trajan vorgenommenen Umbauten.
- Der Große Hemicyclus, auch Großer Plenarsaal genannt, schmiegt sich an die Exedra des Trajansforum und ist somit auch maßgeblich für die Form der Trajansmärkte. Auf Höhe des Forums befinden sich elf kleine Räume, die mit Portalen gerahmt und von einem Tonnengewölbe überdeckt sind. In den Räumen befinden sich Teile eines schwarz-weißen Mosaikfußbodens und Reste von Wandfresken, beides vermutlich aus der Severerzeit. Im ersten Stock befanden sich Räume mit vielen Fenstern, die dekorativ ausgestaltet waren. Darüber befanden sich die zur Via Biberatica geöffneten Tabernae und eine Außenterrasse. An den beiden Enden des Hemicyclus befand sich je ein halbrunder Saal mit einer Halbkuppel.
- Unter der sogenannten Großen Aula befindet sich der Kleine Hemicyclus, ein halbrunder Baukomplex mit drei Etagen. Alle drei Etagen haben eine ähnliche Struktur. Ringförmige Gänge mit tonnengewölbten Räumen, die vermutlich als Lagerräume für Öl genutzt wurden, bilden das erste Geschoss. Die zweite Ebene liegt auf Höhe der Via Biberatica und zeigt halbkreisförmige Räume mit großen Fenstern. Über eine Treppe konnte der dritte Stock erreicht werden, der aus einer Vielzahl von Zimmern bestand, die auf einen Korridor führten.
- Hinter dem zentralen Baukörper, erreichbar über die Via della Torre, befindet sich das mittelalterliche Gardiano delle Milizie. Die Räume und Zisternen sind aus trajanischer Zeit. Der Turm Torre delle Milizie, der markant für das Gebäude der Trajansmärkte ist, stammt ebenfalls aus dem Mittelalter und hat vor allem im 12. und 13. Jahrhundert zahlreiche Umbauten erfahren.[5]

## Funktion
Aus archäologischer Sicht ist eine Deutung und Funktion aufgrund fehlender Schriftquellen und mangelnder archäologischer Funde schwierig und meist spekulativ. Einerseits wird der Bau als Handelsort mit Gaststätten und Läden gedeutet, andererseits wird vermutet, dass der untere Bau dem öffentlichen Leben sowie den Tätigkeiten rund um das Forum zugeordnet wurde und der obere Abschnitt die Leitung und Verwaltung umfasste. Hiernach würde die Bezeichnung Multifunktionszentrum passender erscheinen.
Der Bau entstand sicherlich nicht zufällig, sondern wurde von Trajan geplant. Der Kaiser demonstrierte seine Macht und Herrschaft mit dem Bau, aber auch die Fürsorge für sein Volk. Durch die Märkte zog er das öffentliche Leben auf das Forum. Die Trajansmärkte sind ein beeindruckendes Bauwerk, sowohl heute als auch im antiken Rom.

## Gegenwart
Ab dem Mittelalter wurden die Trajansmärkte als Festung, Kloster oder Kaserne genutzt. Das Museo dei Fori Imperiali befindet sich seit 2007 in den Trajansmärkten. Es veranschaulicht die Architektur der antiken Kaiserforen.